# Jean Combier
Jean-Marie Combier (1891-1968) est un photographe et un éditeur de cartes postales français.

## Biographie
Jean-Marie Combier est né le 20 février 1891 à Serrières en Saône-et-Loire.
C'est à l'âge de 15 ans qu'il se lance dans la prise de vues photographiques. En 1908, son travail est récompensé par un premier prix « Photographie-Vue ». À la même époque, il débute dans le métier en créant un petit laboratoire photographique au village de La Clayette et en faisant imprimer ses tirages au format carte postale par l'imprimerie H. Romand de Mâcon.
Après son service militaire effectué de 1912 à mai 1914, il est mobilisé au mois d'août et est incorporé comme artilleur dans le 3e groupe de 75 du 1er régiment d'artillerie de campagne (RAC) de la 16e division d'infanterie (DI). Il emmène avec lui son matériel de photographe qu'il va utiliser jusqu'à son retour à la vie civile en 1919. Le 20 avril 1915, il prend la photo de l'exécution pour l'exemple de quatre soldats français à Flirey.
Courant 1914, il s'installe à Mâcon pour y créer une entreprise spécialisée dans la publication de cartes postales et la photographie scolaire. Dès 1919, il achète des presses phototypiques et en 1922, il emménage au 4 rue Agut où il développe une entreprise d'imprimerie au rayonnement national. C'est en 1935 qu'il crée la marque CIM (Combier Imprimeur Mâcon) et achète de nouveaux locaux à Crottet (Ain) où il développera les procédés photo-mécaniques dont le tirage au bromure.
Selon certains, Jean Combier aurait acheté le fonds de la maison Berthaud frères (active dès 1870 et depuis  1900 au 31, rue de Bellefond à Paris) qui en 1889 commença à éditer en phototypie des cartes postales, fut présente par une succursale dans la Nièvre cette même année, et cessa toute activité en 1908 (cf. site Internet du cartoliste Yves Lebrec consulté le 7/10/2018). Marc Combier, le fils de Jean-Marie Combier dément cette information, n'ayant retrouvé aucune trace d'un tel achat. 
En revanche Jean-Marie Combier a acheté au cours de sa carrière les fonds photographiques suivants : CLB (C. Lardier à Besançon) dans les années vingt, René Prouho, photographe à Hussein-Dey (Algérie) en 1930, Jansol à Chambéry dans les années cinquante, ainsi que Lapie à Saint-Maur-des-Fossés en 1967.
La réussite de son entreprise lui permet d'investir dans la pierre et notamment d'acheter le château du Perthuis sur la commune de Charnay-lès-Mâcon. Il l'utilise pour loger quelques-uns de ses salariés et produire, sur les six hectares de vignes, un vin mousseux qu'il nomme Mousseline. Les employés font les vendanges et la production est en partie offerte comme cadeau de fin d'année aux clients des cartes postales et utilisée localement lors de toutes les occasions festives familiales et sociales.
Il meurt en pleine activité le 1er septembre 1968 d'une embolie pulmonaire.

## Cim (Combier imprimeur Mâcon)
Dans les années 1950, l'entreprise Cim devient spécialiste de la vue aérienne qui est très demandée. Jean-Marie Combier a, pour cela, acheté trois petits avions de reconnaissance laissés en Europe après-guerre par l'armée américaine : ces cartes portent la mention « Editions Aériennes COMBIER IMP. MACON ». La couleur est d'abord apposée manuellement sur les photos en noir et blanc ; puis l'entreprise passera à la quadrichromie (années 60).
L'entreprise atteint son apogée dans la décennie suivante, avec plus de 80 millions de cartes postales par an.
L'entreprise Impressions Rotatives J. Combier dépose le bilan en novembre 1982. Elle est cédée en mars 1984 à l'entreprise Eliophot. Ses archives partielles (négatifs, plaques de verre, premiers tirages, cartes colorisées, phototypes…) avaient été données quelques années plus tôt, en 1975, dûment classées, au musée Nicéphore-Niépce de Chalon-sur-Saône par Marc Combier, fils du fondateur de l'entreprise mâconnaise.

## Fonds Combier
Le fonds iconographique, constitué des photographies de Jean Combier et de ses collaborateurs dans le cadre de l'éditeur CIM, a été confié par Marc Combier en 1974 (donation de « 1 million et demi de cartes postales et de négatifs ») au musée Nicéphore-Niépce de Chalon-sur-Saône.